# Friedrich von der Decken (Verwaltungsjurist)
Friedrich von der Decken (Taufname: Friedrich Raban Wilhelm Anton) (* 28. November 1777 in Münster; † 3. März 1840 in  Halle) war ein  preußischer Landrat.

## Leben

### Herkunft und Familie
Als Sohn der Eheleute Mauritius Karl Raban Friedrich Wilhelm von der Decken und Maria Anna Muckermann entstammte Friedrich von der Decken dem niedersächsischen  Uradelsgeschlecht  von der Decken.
Er war in erster Ehe mit Aloisia Rust verheiratet. Sie hatten 9 Kinder. In zweiter Ehe nach dem Tod von Aloisia heiratete er Philippine Wernekinck. Sie hatten 3 Kinder. Philippine heiratete in 2. Ehe den Gerichtsdirektor Johann Heinrich Dunker. Friedrich war Herr auf Kuhhof und Steinhausen. Kuhhof bei Cleve war ein Hof unterhalb vom Ravensberg und das Schloss Steinhausen stand in Halle in Westfalen auf dem heutigen Fabrikgelände der Firma Storck.

### Beruflicher Werdegang
Nach dem Jurastudium war er zunächst drei Jahre als Justizkommissar in Münster und dann als französischer Maire und Notaire public im Kreis Halle tätig. Im November 1813 trat er in den Militärdienst ein und war Hauptmann im hannoverschen Grenadier-Landwehr Bataillon. Am 19. Oktober 1818 wurde er zum Landrat des  Kreises Halle ernannt und blieb bis zur Ablösung durch August Ferdinand Conrad zur Hellen im Jahre 1831 im Amt.